# 广州粒子物理理论讨论会
广州粒子物理理论讨论会是1980年在广州从化举办的粒子物理学国际会议。

## 背景
文化大革命期间，中国的粒子物理学研究陷于停滞。1977年后，中国粒子物理学界召开了一系列全国会议，理论研究和实验研究迅速恢复。时任中国物理学会理事长周培源与钱三强为推进中国的粒子物理理论研究、吸引华裔学者回国学术交流，设想召开一次国际会议。1979年初，中国科学院、国务院港澳事务办公室、外交部和教育部四个部门联合向国务院申报举办。3月，会议筹备委员会成立，钱三强任主任。

## 始末
1980年1月5日，在广东温泉宾馆陶然厅举行开幕式，周培源提出会议主要任务：介绍粒子物理理论研究的最新进展，包括规范场理论、量子色动力学、强作用的线性理论、引力理论、大统一理论、新粒子等。1月10日会议结束，胡宁作总结报告。
提交给会议的论文和评述报告有122篇（国内84篇，海外38篇），会议上宣读论文78篇（国内44篇，海外34篇）。到会代表163人。5位国内学者和9位海外学者在全体大会上作报告。会议期间，李政道等42位海外学者联名建议中国建造粒子加速器。杨振宁未参与联名，后来表达了不同意见。
会议闭幕后，海外学者到达北京。14日，中共中央副主席、国务院副总理邓小平与国务院副总理、中国科学院院长方毅在北京宴请40余位海外学者。16日下午，中共中央主席、国务院总理华国锋在人民大会堂会见这些海外学者。
同年出版了2卷本英文会议论文集。

## 评价
- 丁兆君：“我国粒子物理学发展史上的一次里程碑式的事件。”[1]